# Saori Yoshida
Saori Yoshida (jap. 吉田沙保里 Yoshida Saori; ur. 5 października 1982 w Tsue) – japońska zapaśniczka startująca w kategorii do 55 kg w stylu wolnym, trzykrotna mistrzyni olimpijska, dwunastokrotna mistrzyni świata.
Największym jej sukcesem jest złoty medal igrzysk olimpijskich w Atenach, Pekinie i w Londynie (kategoria 55 kg) i srebrny w Rio de Janeiro 2016 (kategoria 53 kg).
Jest 13-krotną złotą medalistką mistrzostw świata (2002-2012). Cztery razy wygrała igrzyska azjatyckie (2002, 2006, 2010, 2014), cztery razy mistrzostwa Azji. Uniwersytecka mistrzyni świata z 2002 i mistrzyni uniwersjady w 2005. Pierwsza w Pucharze Świata w 2003, 2004, 2005, 2006 i 2014; druga w 2012. Mistrzyni świata juniorów i kadetów (1998-2001).
Mistrzyni Japonii w stylu wolnym w wadze do 55 kg z lat 2002–2011, 2013 i 2015 oraz w wadze do 53 kg z 2014.